# Феррер, Карлос Алос
Карлос Алос Феррер (исп. Carlos Alós Ferrer; род. 21 июля 1975, Тортоса, Каталония) — испанский футбольный тренер.

## Тренерская карьера
Карлос Алос Феррер работал с молодыми футболистами в юношеской сборной Казахстана до 17 лет и тренерском совете Федерации футбола Казахстана.
9 января 2015 года был назначен главным тренером польского клуба «Погонь», выступавшего во второй лиге. 12 мая 2015 года был отправлен в отставку.
В августе 2015 года был назначен главным тренером сборной Казахстана до 17 лет.
26 июля 2017 года был назначен главным тренером казахстанского клуба «Кайрат». 14 октября 2017 года «Кайрат» под руководством Карлоса Алоса Феррера завоевал Кубок Казахстана.